# Aleksandra Krunić
Aleksandra Krunić (în sârbă Александра Крунић; n. 15 martie 1993, Moscova, Rusia) este o jucătoare de tenis sârbă. Ea a câștigat un titlu la simplu și cinci titluri la dublu în turneul WTA, împreună cu un titlu la simplu la turneele WTA 125. În iunie 2018, ea a atins cea mai înaltă poziție în clasamentul WTA la simplu, locul 39 mondial. La 30 septembrie 2019, a ajuns pe locul 35 în clasamentul de dublu.
Krunić a fost finalistă la Australian Open 2009 la dublu feminin, alături de Sandra Zaniewska. Ea și-a făcut debutul în turneul WTA la Slovenia Open 2010, jucând la dublu cu numărul 2 mondial Jelena Janković. La simplu, și-a făcut debutul la la Marele Premiu Poli-Farbe Budapesta din 2011. În 2014, la US Open, la a doua ei apariție pe tabloul principal la un turneu de Grand Slam, Krunić a ajuns în runda a patra, învingând-o pe capul de serie nr.27 Madison Keys și capul de serie nr.3 Petra Kvitová.